# Hans Feld
Hans Nathan Feld (* 15. Juli 1902 in Berlin; † 15. Juli 1992 in London) war ein deutscher Filmkritiker.

## Leben
Der Sohn des Kaufmanns Herrmann Feld und seiner Frau Hermine, geb. Reiner, wuchs in einem liberalen, preußisch-jüdischen Milieu auf und wurde durch die Mutter schon früh an Literatur, Theater und Oper herangeführt. Im November 1918 war er am Sophiengymnasium Zweiter Vorsitzender des revolutionären Schülerrats. 1920–24 studierte er Jura an den Universitäten Berlin, Freiburg/Breisgau und Würzburg und machte seinen Abschluss mit der Dissertation Die Ministerverantwortlichkeit als Basis der modernen Demokratie.
Ab 1926 arbeitete er – zunächst als freier Mitarbeiter, dann als Redakteur – für den Film-Kurier, das seit 1919 erscheinende Fachblatt der deutschen Filmwirtschaft. Seine Artikel erschienen unter zahlreichen Kürzeln und Pseudonymen, u. a. H.F., haf, -d, Ulu und Hans-Heinrich Wins. Als Nachfolger von Willy Haas wurde er Umbruch- und Leitender Redakteur.
Neben seinen regelmäßigen Kritiken setzte er sich in seinen Artikeln für die Avantgarde ein, unterstützte die gewerkschaftliche Organisation der Filmschaffenden in der DACHO und schrieb über die "Russenfilme". Zu seinen Freunden und Bekannten zählten der Filmregisseur Sergej M. Eisenstein, die Schauspieler Fritz Rasp und Conrad Veidt, der Komponist Edmund Meisel, der Produzent Erich Pommer sowie die Drehbuchautoren Béla Balázs und Carl Mayer. 1927 veranlasste er die Kunsthistorikerin Lotte Eisner, sich für Film zu interessieren und holte sie zum Film-Kurier.
1932 schied Feld aus der Redaktion aus und ging als Dramaturg und Produktionsleiter zur Firma Aafa-Film AG. Doch kurz nach dem Machtantritt der Nationalsozialisten musste Feld im März 1933 nach Prag ins Exil fliehen.
Dort gründete er die bis Juli 1935 erscheinende deutschsprachige Monatszeitschrift Die Kritik mit der deutsch-tschechischen Beilage Kulturni Most – Die Kulturbrücke. Er schrieb auch für andere Organe wie die Zeitung Prager Presse und die Jüdische Revue. Daneben arbeitete er als Drehbuchautor und Schnittmeister sowie als Dialogregisseur bei deutschen Sprachversionen tschechischer Filmproduktionen.
1935 zog er weiter nach London, wo er ein wichtiger Ansprechpartner der Exilanten wurde. Zunächst blieb er dem Film verbunden, arbeitete mit den linken Filmmachern John Grierson, Ivor Montagu und Alberto Cavalcanti zusammen, war kurz Redakteur der Zeitschrift World Film News. 1937 beendete Feld auf Jahrzehnte seine Arbeit für den Film und arbeitete als Kaufmann für den Import von Lebensmitteln.
1947 wurde er als britischer Staatsbürger naturalisiert. Er wurde Mitglied des Chatham House – The Royal Institute for International Affairs und engagierte sich in jüdischen Organisationen, so als Vorsitzender des Zion House an seinem Wohnort London-Hampstead. Als Vorstandsmitglied des Leo Baeck Institute in London, das sich der Erforschung der Geschichte der Juden in Deutschland widmet, war er in den 1960er Jahren aktiv. Für dessen Jahrbuch verfasste er einen Überblick über die Bedeutung jüdischer Filmschaffender in der deutschen Filmindustrie. Mit dem ebenfalls nach London emigrierten Fotografen und Filmmacher Hans G. Casparius gründete er die Produktionsfirma Music in Vision, Ltd., die Kulturfilme herstellt.
Ab Ende der 1970er Jahre wurde Feld vor allem von Mitarbeitern der Deutschen Kinemathek und CineGraph als Quelle von Informationen zur deutschen Filmindustrie der Weimarer Zeit wiederentdeckt. 1982 nahmen Werner Sudendorf und Hans-Michael Bock ein mehrstündiges Video-Interview mit ihm auf. Im selben Jahr ehrte ihn der Deutsche Filmpreis mit einem Filmband in Gold für langjähriges und hervorragendes Wirken im deutschen Film. Seine ehemalige Mitarbeiterin Lotte H. Eisner unterstützte er bei der Recherche zu ihren Monografien über Friedrich Wilhelm Murnau und Fritz Lang.
Im Frühjahr 1989 kehrte Feld mit seiner Frau Käte, geborene Behr, mit der er seit 1928 verheiratet war, nach fast sechzig Jahren auf das Filmgelände Babelsberg zurück, um vor Ort für das TV-Porträt Das Cabinet des Erich Pommer von Hans-Michael Bock und Ute T. Schneider über seine Begegnungen mit dem Produzenten zu berichten.
Hans Feld starb, an Krebs erkrankt, an seinem 90. Geburtstag am 15. Juli 1992 in London-Hampstead.

## Auszeichnung
- 1982 Deutscher Filmpreis: Filmband in Gold für langjähriges und hervorragendes Wirken im deutschen Film.